# Presidente pro tempore do Senado dos Estados Unidos
O Presidente pro tempore do Senado dos Estados Unidos é o segundo cargo mais importante do Senado e o cargo mais alto como senador. Segundo a Constituição dos Estados Unidos, o Vice-presidente é também o Presidente do Senado, apesar de não ser eleito como senador, sendo assim o Presidente pro tempore lidera o corpo legislativo na prática. Normalmente, o indivíduo eleito para o cargo é o senador sénior do partido com maioria no Senado.
Nem o Vice-presidente nem o Presidente pro tempore presidem o Senado; em seu lugar, este cargo fica geralmente delegado a outro senador do partido com maioria no Senado. O Presidente pro tempore, depois do Presidente da Câmara dos Representantes dos Estados Unidos, é a terceira pessoa a suceder ao Presidente se assim for preciso.
O actual Presidente pro tempore do Senado é Chuck Grassley, eleito pelo Partido Republicano do estado de Iowa.

## Poderes e funções
O cargo de Presidente pro tempore está estabelecido pelo Artigo Primeiro, Seção 3 da Constituição.
Apesar de ser equivalente ao Presidente da Câmara dos Representantes, os poderes do Presidente pro tempore são mais limitados. No Senado, a maior parte do poder está concentrado nos líderes partidários e nos senadores individualmente, porém como liderança da casa, o Presidente pro tempore pode conduzir os trabalhos na ausência do Vice-presidente. Além disso, sob a 25ª Emenda, o Presidente pro tempore e o Presidente (Speaker) são as duas autoridades a receber declarações oficiais em nome do Congresso.
Outras atribuições incluem indicação de funcionários do Congresso, criação de comissões, corpos fiscalizadores e comitês e a supervisão do Congresso. O Presidente pro tempore é designado recipiente legal de vários documentos do Senado, incluindo as resoluções com base no "Ato de Poderes de Guerra" (War Powers Act).

## História
O cargo de Presidente pro tempore foi estabelecido pela Constituição em 1789. O primeiro a ocupá-lo foi John Langdon, eleito em 6 de abril do mesmo ano. Inicialmente, o presidente pro tempore era apontado em base intermitente quando o Vice-presidente não estava presente para conduzir as sessões. Até a década de 1960, uma prática comum era o Vice-presidente liderar as sessões diariamente, fazendo com que o presidente pro tempore só assumisse o cargo em raras ocasiões.
Até 1891, o presidente pro tempore serviu somente até o retorno do Vice-presidente. Entre 1792 e 1886, o presidente pro tempore foi o segundo na linha de sucessão presidencial, precedendo o Vice-presidente e o Presidente da Câmara dos Representantes.
Quando o presidente Andrew Johnson, que não possuía vice-presidente, sofreu impeachment em 1868, o Presidente pro tempore Benjamin Franklin Wade assumiu o governo interinamente. O radicalismo de Wade é considerado por muitos estudiosos como um razão principal para o Senado absolver Johnson, não permitindo que Wade assumisse a Casa Branca. Os líderes do Congresso foram removidos da linha de sucessão presidencial em 1886, e realocados em 1947.

## Salário
O salário do presidente pro tempore em 2012 foi de US $ 193.400, igual ao dos líderes da maioria e dos líderes das minorias de ambas as casas do Congresso. Se houver vaga no cargo de vice-presidente, o salário será igual ao do vice-presidente, US $ 230.700.